# Perseverance (locomotora de vapor)

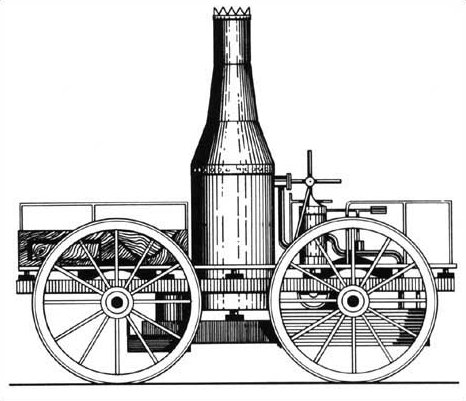
Locomotora Perseverance

La Perseverance fue una locomotora de vapor pionera que participó en las Pruebas de Rainhill, un concurso organizado en 1829 por el Ferrocarril de Liverpool y Mánchester para seleccionar las máquinas que iba a utilizar en su nueva línea. Construida por John Reed Hill de Londres y Timothy Burstall de Leith; "Persevere" era el lema de esta última ciudad. La Perseverance resultó dañada de camino al lugar de las pruebas y Burstall pasó los primeros cinco días tratando de reparar su locomotora. Pudo correr el sexto y último día de las pruebas, pero solo alcanzó una velocidad de 6 millas por hora (9,7 km/h). Burstall y Hill recibieron un premio de consolación de 25 libras.